# Haamoetini Lagarde
Haamoetini Lagarde est une femme politique polynésienne.

## Fonctions et mandats politiques
- De 1994 à mars 2001 : Maire de Faaone, en Polynésie française
- De 2007 à mai 2008 : Ministre de l'Agriculture, de l'Élevage et des forêts (démission présentée et acceptée en mai 2008)